# Ana María Barrenechea
Ana María Barrenechea (6 tháng 3 năm 1913 – 4 tháng 10 năm 2010) là một nhà văn, nhà ngôn ngữ học và nhà phê bình văn học người Argentina.

## Tiểu sử
Barrenechea hoàn thành nghiên cứu về triết học tại Học viện Giáo sư Cao cấp Buenos Aires, do Amado Alonso và Pedro Henríquez Ureña giảng dạy, cả hai người này đều thúc đẩy Barrenechea hướng tới nghiên cứu và phê phán văn học. Năm 1953, bà được trao học bổng Guggenheim (mà bà sẽ nhận được một lần nữa vào năm 1968 để nghiên cứu ngôn ngữ học) của El Colegio de México để du học tại Hoa Kỳ tại Bryn Mawr College, nơi bà hoàn thành tiến sĩ ba năm sau đó. Bà trở về Buenos Aires và bắt đầu học ngữ pháp tiếng Tây Ban Nha ở Argentina và ở nước ngoài ở México, Puerto Rico và Hoa Kỳ, tại một thời điểm bà đã giảng dạy tại Đại học Harvard. Từ năm 1958 đến năm 1966, Barrenechea giảng dạy tại Đại học Buenos Aires, là thành viên của Dự án nghiên cứu phối hợp Ngôn ngữ của các thành phố và bán đảo Iberia (PILEI) và Ủy ban cố vấn của CONICET từ năm 1964 đến 1966 và 1984 đến 1987.
Bà tham gia Học viện Hoàng gia Tây Ban Nha và các tổ chức khác như Hiệp hội quốc tế của người gốc Tây Ban Nha (là chủ tịch của nó từ năm 1977 đến 1980, được đặt theo tên của Chủ tịch danh dự năm đó). Bà là người phụ nữ đầu tiên chủ trì hiệp hội này.
Từ năm 1985 đến năm 2002, bà là giám đốc của Viện Triết học và Văn học Tây Ban Nha của Khoa Triết học và Thư của Đại học Buenos Aires. Ở đó, bà xuất bản tạp chí Philology.

## Sách tham khảo
- Barrenechea, Ana María; Lerner, Isaías (1984). "Prólogo". Homenaje a Ana María Barrenechea. Castalia. ISBN 8470394304.